# Lazina Čička
Lazina Čička is een plaats in de gemeente Velika Gorica in de Kroatische provincie Zagreb. De plaats telt 436 inwoners (2001).